# Апаш (револьвер)

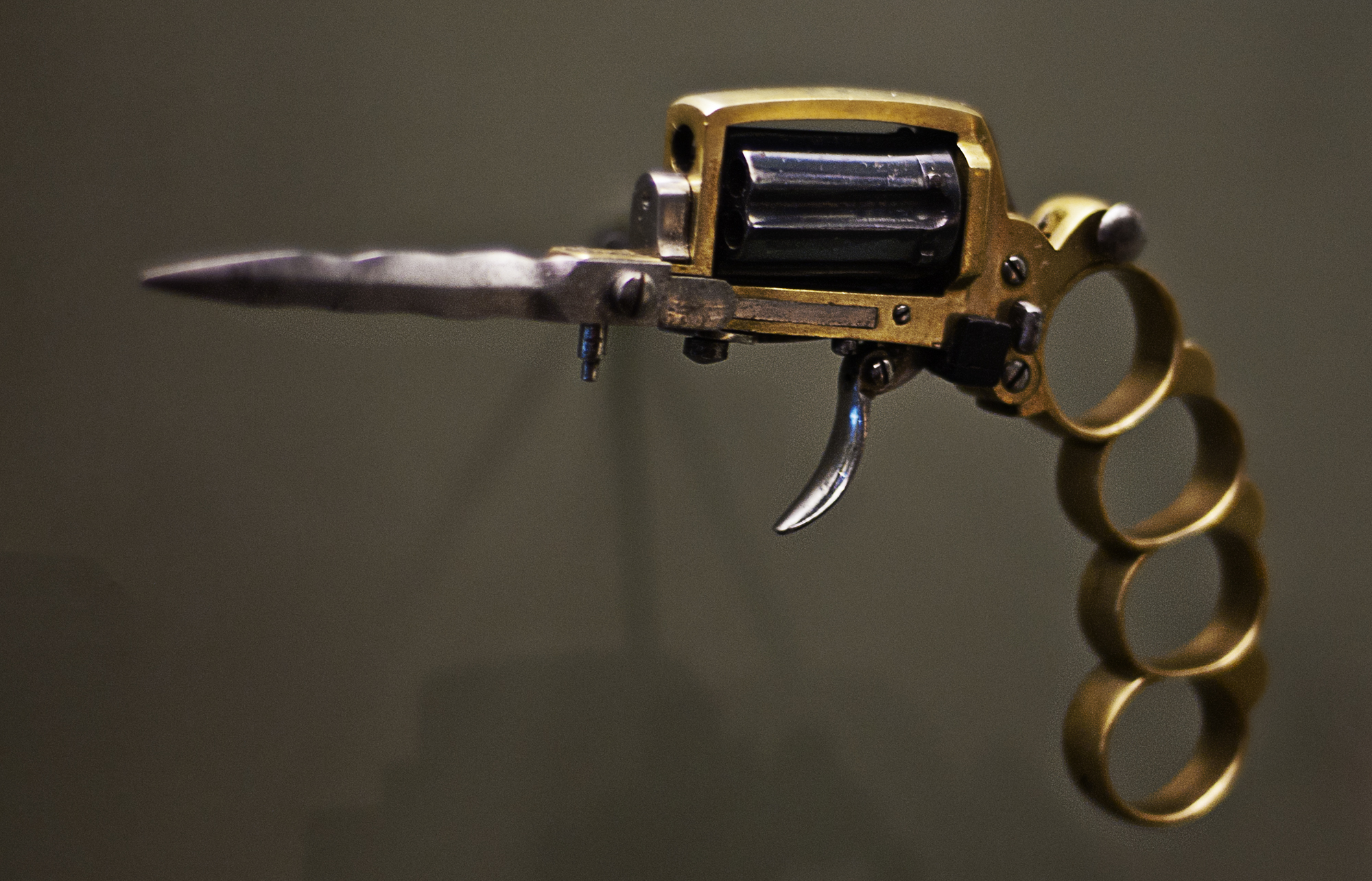
Стандартна і традиційна версія револьверу в розгорнутому положенні.

Револьвер Апаш (англ. Apache revolver) — тип кишенькового комбінованого шпилькового револьвера, який випускався бельгійською компанією Луї Дольне в місті Льєж (фр. Liège) в 1870-х роках. Цей револьвер набув популярності як «фірмову» зброю «апашей» (фр. Les Apaches), — так на початку XX століття, іменувало себе паризьке злочинне угрупування, яке запозичило однойменну назву войовничого північноамериканського корінного американського племені, — апа́чі. Власне, звідси й походить назва револьвера.
Цей зразок не слід плутати з іспанським автоматичним пістолетом Apache калібру 6,35 мм ауто (компанія «Охангурен і Відоса», місто Ейбар, Іспанія (ісп. Ojanguren y Vidosa), 1920-і роки) і з дешевою копією револьвера Colt Police Positive калібру .38 (компанія Фаб. де Армас Гарантисада, місто Ейбар (ісп. Fabrica de Armas Garantizada), 1920-і рік), що також має аналогічну назву

## Короткий опис
За своїм типом «Апаш» був так званим «пепербоксом» («перечниця») — кожна камера барабана служила одночасно і стволом, тому барабан був істотно довший за 7-мм патрон. Відповідно, ствол був відсутній, і куля вистрілювалася через отвір в перемичці рамки револьвера, що прикриває барабан спереду. Інша частина зброї була і зовсім унікальна: руків'я револьвера відливалося із сталі або латуні, в ньому були просвердлені отвори під пальці, воно могло складатися під барабан і рамку, оскільки кріпилося на шарнірі. Спусковий гачок також був складаним. У складеному положенні власник міг затиснути барабан в долоні, просунувши пальці через отвори в руків'ї, внаслідок чого у нього в руці опинявся міцний кастет. Окрім цього, до нижньої частини рами револьвера перед барабаном кріпився на шарнірі складаний хвилеподібний клинок кинджального типу, що має пружинний механізм. Клинок міг складатися під раму або, при необхідності, розкладатися при натисненні на спеціальну кнопку.

## Історія
Під час Другої світової війни у Великій Британії намагалися запустити серійне виробництво компактної комбінованої зброї на «державному рівні» для постачання бійців Опору. Для цього компанія Royal Small Arms Factory узяла за основу комбінований револьвер «Апаш» системи Дольне, що поєднує в собі револьвер, кастет і невеликий кинджал.
У 1942 році відділ розробок Royal Small Arms Factory запропонував свій варіант такої зброї — «Пістолет, Револьвер, 9-мм, D.D.(E.) 3313». Конструкція зброї була такою ж, але на відміну від Апаша, D.D.(E.) 3313 мав шестизарядний барабан під патрон калібру 9 × 19 мм Парабелум, короткий гладкий ствол, ударно-спусковой механізм з витою бойовою пружиною. Також, на відміну від Апаша, D.D.(E.) 3313 мав руків'я з трьома отворами під пальці, четвертий поміщався у виїмці рамки. Якщо руків'я було складене, то постріл ставав неможливий. Кинджальне лезо було пряме. У 1943 році проєкт D.D.(E.) 3313 відхилили. Замість цього револьвера прийняли спрощений однозарядний пістолет «Ліберейтор» і англійський пістолет-кулемет «СТЕН».